# Aristias tropicus
Aristias tropicus är en kräftdjursart. Aristias tropicus ingår i släktet Aristias och familjen Aristiidae. Inga underarter finns listade i Catalogue of Life.